# Strömsborg

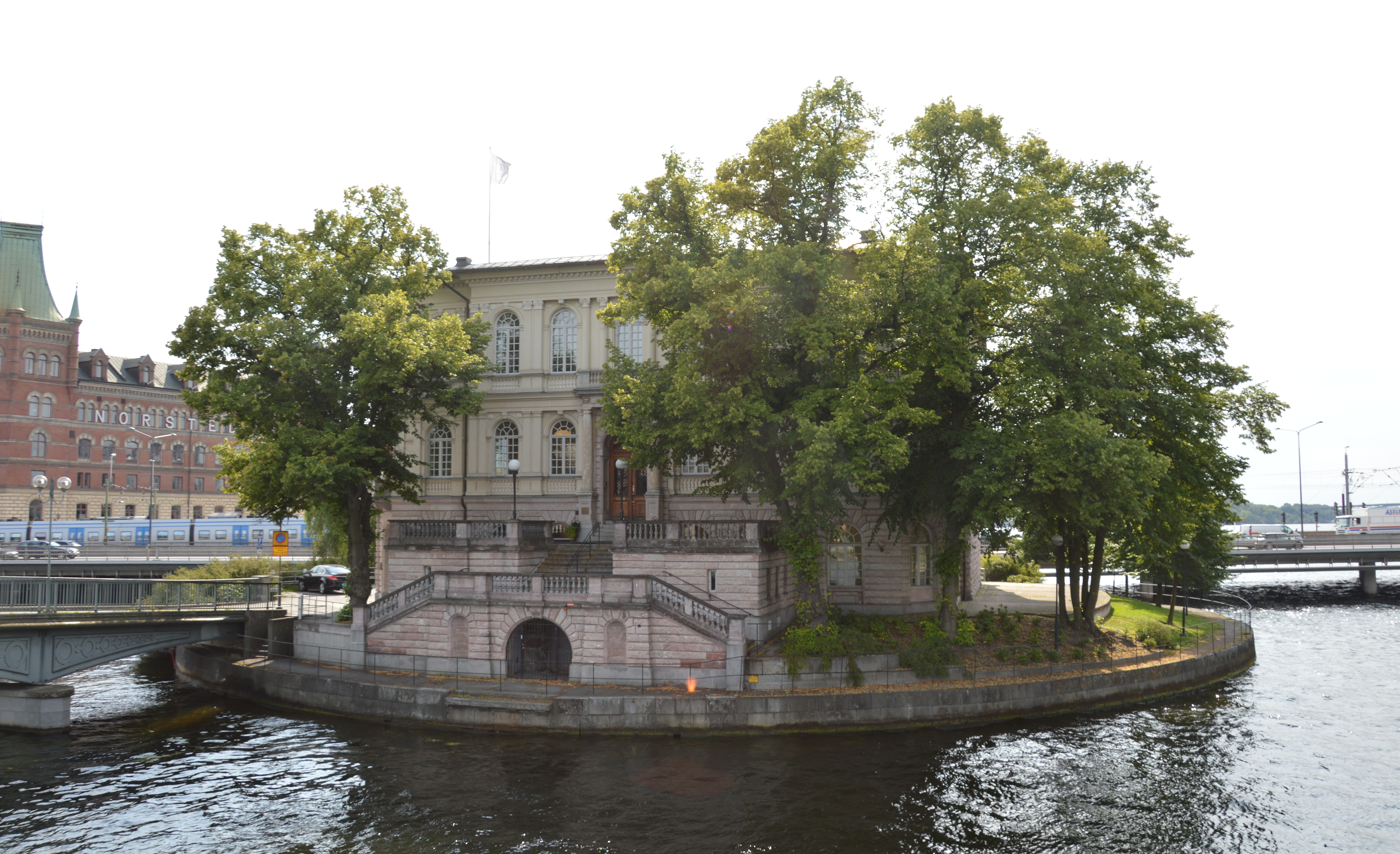
Strömsborg

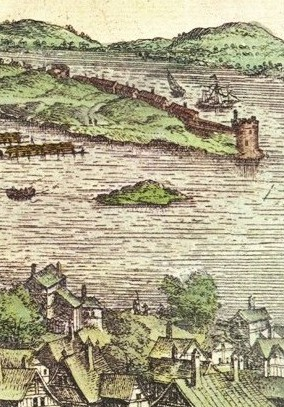
Zeichnung der Insel aus dem Jahr 1570, Blick von Norden

Strömsborg ist eine zum Stockholmer Stadtteil Gamla stan gehörende Insel im Norrström in Schweden.
Die kreisrunde Schäre misst rund 50 Meter im Durchmesser und hat eine Fläche von 0,2 Hektar. Sie befindet sich nördlich von Gamla stan zwischen den verkehrsreichen Brücken Vasabron im Osten und Centralbron im Westen. Die einzige Zufahrt zur Insel erfolgt über die Brücke Strömsborgsbron, die von der Strömsborg nach Osten zur Vasabron führt.

## Geschichte
Ursprünglich hieß die Insel Stenskär. 1740 erwarb der Stockholmer Kaufmann Berge Olofson Ström (1688–1762) die bis dahin unbewohnte Insel und errichtete auf ihr ein an eine Burg erinnerndes Gebäude. Auf diesen Umstand geht der heute bestehende Name Strömsborg zurück. Heute ist die Insel mit einem palastartigen Gebäude bebaut. Es wurde in der Zeit von 1895 bis 1897 errichtet und 1929/30 durch den Architekten Ragnar Östberg umgebaut.
Im Gebäude befindet sich heute der Sitz der International IDEA. Zwischen 1998 und 2010 war das Gebäude Sitz des Sekretariats des Ostseerates.